# Eric Meza
Eric Exequiel Meza (Santa Fe, Argentina; 8 de abril de 1999) es un futbolista argentino. Juega de lateral derecho y su equipo actual es Estudiantes de La Plata de la Primera División de Argentina.

## Trayectoria
Meza comenzó su carrera en las inferiores del Unión de Santa Fe y desde 2009 en el Club Atlético Colón. En este último, fue promovido al primer equipo en 2020. Debutó con el club, y en Primera, el 28 de noviembre de 2020 ante Independiente de Avellaneda.
El 10 de noviembre de 2021, renovó su contrato con el club.
A finales de la temporada 2022, el 7 de septiembre, Meza sufrió una lesión que lo dejó fuera el resto del año.
En los primeros días del 2024, se confirma la contratación del jugador por Estudiantes de La Plata. El club adquiere el 70% de los derechos económicos del jugador y un contrato por 3 años. 
El 5 de mayo de 2024 ingresa en el segundo tiempo de la final en que Estudiantes de La Plata obtuvo la Copa de la Liga Profesional 2024. El 9 de diciembre de 2024, por la fecha 26 de la Liga Profesional, convierte en el empate 2-2 ante Belgrano en Córdoba.
El 21 de diciembre de 2024 integra el equipo titular que obtuvo el Trofeo de Campeones de la Liga Profesional 2024, en el triunfo de Estudiantes de La Plata ante Vélez Sarsfield por 3-0 en el Estadio Único Madre de Ciudades de Santiago del Estero.

## Estadísticas
Actualizado al último partido disputado el 13 de agosto de 2025.
| Colón Argentina | 1ª                  | 2019-20             | 0  | 0 | 0 | -  | - | - | -  | - | - | 4 | 0 | 1 | 4   | 0 | 1  |
| Colón Argentina | 1ª                  | 2020                | -  | - | - | 3  | 0 | 0 | -  | - | - | - | - | - | 3   | 0 | 0  |
| Colón Argentina | 1ª                  | 2021                | 17 | 4 | 1 | 17 | 0 | 1 | -  | - | - | - | - | - | 34  | 4 | 2  |
| Colón Argentina | 1ª                  | 2022                | 12 | 0 | 0 | 14 | 0 | 0 | 8  | 1 | 0 | - | - | - | 34  | 1 | 0  |
| Colón Argentina | 1ª                  | 2023                | 25 | 2 | 3 | 11 | 1 | 0 | -  | - | - | 1 | 0 | 0 | 37  | 3 | 3  |
| Colón Argentina | Total               | Total               | 54 | 6 | 4 | 45 | 1 | 2 | 8  | 1 | 0 | 5 | 0 | 1 | 112 | 8 | 6  |
| Estudiantes de La Plata Argentina | 1ª                  | 2024                | 21 | 1 | 2 | 15 | 0 | 2 | 4  | 0 | 0 | - | - | - | 40  | 1 | 4  |
| Estudiantes de La Plata Argentina | 1ª                  | 2025                | 18 | 0 | 1 | 3  | 0 | 0 | 7  | 0 | 1 | - | - | - | 28  | 0 | 2  |
| Estudiantes de La Plata Argentina | Total               | Total               | 39 | 1 | 3 | 18 | 0 | 2 | 11 | 0 | 1 | 0 | 0 | 0 | 68  | 1 | 6  |
| Total en su carrera | Total en su carrera | Total en su carrera | 93 | 7 | 7 | 63 | 1 | 4 | 19 | 1 | 1 | 5 | 0 | 1 | 180 | 9 | 12 |
| (1) Incluye Copa Argentina, Copa de la Liga Profesional, Trofeo de Campeones, Supercopa Argentina y Supercopa Internacional. (2) Incluye Copa Libertadores. (3) Incluye Copa Santa Fe y Desempate por el Descenso. |                     |                     |    |   |   |    |   |   |    |   |   |   |   |   |     |   |    |

## Palmarés

### Campeonatos nacionales
| Título              | Club                    | País      | Año  |
| ------------------- | ----------------------- | --------- | ---- |
| Copa de la Liga     | Colón                   | Argentina | 2021 |
| Copa de la Liga     | Estudiantes de La Plata | Argentina | 2024 |
| Trofeo de Campeones | Estudiantes de La Plata | Argentina | 2024 |

## Redes sociales
- Instagram

- Datos: Q102543802